# ارنست فوینه
ارنست فوینه (به فرانسوی: Ernest Fouinet) (زاده ۱۷۹۹ شاعر، نویسنده ادبیات کودک و نوجوان و مترجم فرانسوی در سدهٔ نوزدهم میلادی است.

## زندگی‌نامه
ارنست فوینه در ۱۷۹۹ در نانت زاده و در ۱۸۴۵ در پاریس درگذشته است. او عضو انجمن آسیایی بوده‌است و به رغم اشتغال در وزارت دارایی، به ترجمه از زبانهای عربی، سانسکریت و فارسی مبادرت می‌ورزیده‌است. علاوه بر شارل-آگوستن سنت-بوو، ویکتور هوگو در چندین یادداشتی که برای منظومهٔ شرقی‌ها نوشته، از نبوغ شعری و ترجمه‌های عربی و فارسی فوینه که منبع الهام او بوده، نام برده‌است.